# Olga Nyikolajevna Romanova orosz nagyhercegnő (1895–1918)
Olga Nyikolajevna Romanova nagyhercegnő (oroszul: Великая Княжна Ольга Николаевна Романова; Carszkoje Szelo, 1895. november 15. – Jekatyerinburg, 1918. július 16./17.), orosz nagyhercegnő, II. Miklós orosz cár és Alekszandra Fjodorovna cárné legidősebb leánya. 1918. július 16-ról 17-re virradóra a bolsevikok Jekatyerinburgban agyonlőtték őt és családja tagjait. 2000-ben az orosz ortodox egyház mindannyiukat szentté avatta.

## Család
Olga apja, II. Miklós (oroszul Nyikolaj) alapjában véve rendes, becsületes ember volt – azonban ez nem elég egy reformokra szoruló birodalom irányítására. A cár – annak ellenére, hogy kedves, közvetlen ember volt – nem örvendett nagy népszerűségnek, elsősorban azért, mert mindenképpen meg akarta őrizni egyeduralmát, és nem akart alkotmányos monarchiát Oroszországban. Másrészt a cár német nőt vett el, ami nem tetszett a köztudottan németellenes oroszoknak. Harmadszor Miklós utálta az udvari etikettet (akárcsak a felesége), és szinte menekült Szentpétervárról, ami ugyancsak ellenszenvet váltott ki az ország nemességéből. Olga leginkább az édesapjára hasonlított a családból, és ezzel magyarázható az, hogy ők ketten remekül kijöttek egymással.

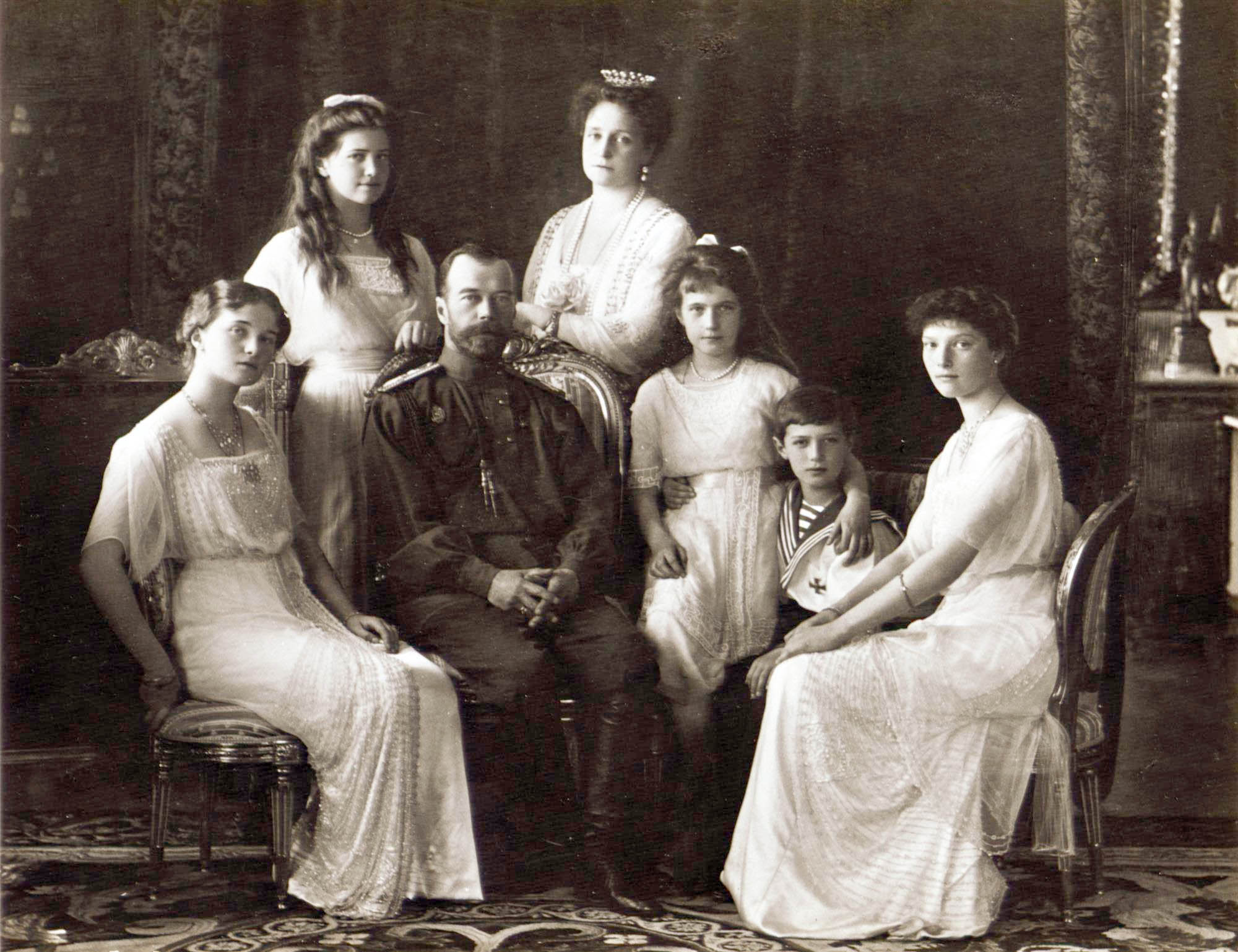
A cári család 1913-ban (balról jobbra: Olga, Marija, II. Miklós, Alekszandra, Anasztaszija, Alekszej, Tatyjana)

Alekszandra cárné Alix hessen-darmstadti hercegnőként látta meg a napvilágot. Édesanyja Viktória brit királynő lánya volt, maga Alix pedig a királynő kedvenc unokája. Alix Oroszországban az Alekszandra Fjodorovna nevet kapta, valószínűleg azért, mert ez hasonlított leginkább az „Alix”-ra. A cárné nagyon félénk, visszahúzódó asszony volt. Ő és Olga nem jöttek ki jól: Alekszandra cárné nem tudta megérteni legnagyobb lánya rajongását a politika és Oroszország iránt, mivel számára az első mindig is a család volt.
A kis Olga és a szülei kapcsolatáról Kszenyija nagyhercegnő, Olga nagynénje ezt írta egyik levelében: „A tea előtt átmentünk a gyerekszobába. Nicky és Alix a járókában játszottak a lányukkal! A kislány ragyogó és hatalmas, láthatólag még bájosabb, magasabb, és egyenesen dundi! Annyira édes volt velünk!”
Marija Fjodorovna özvegy cárné Olga apai nagyanyja volt. Dagmar dán hercegnőként született, de az ortodox keresztségben a Marija Fjodorovna nevet kapta. Mimi vagy Minni (ahogy a család nevezte) zsarnok anya volt, aki meg akarta tartani befolyását Miklós cár felett. Emiatt aztán nagy csatákat vívott Alekszandra Fjodorovnával, és ha lehetett, kerülte a cári családdal való együttlétet. Ettől eltekintve Marija Fjodorovna engedékeny nagymama volt, aki imádattal csüngött minden unokáján, így Olgán is.

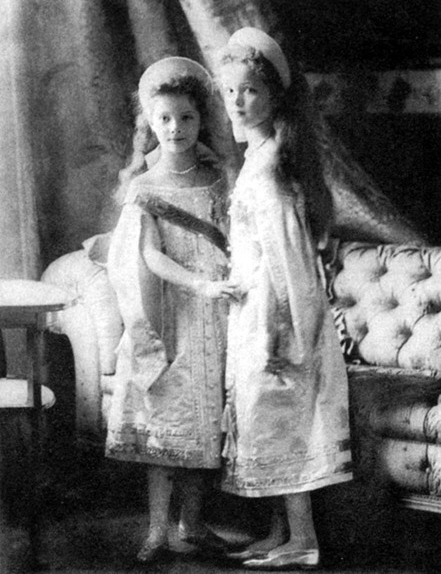
Olga és Tatyjana nagyhercegnők 1904-ben, hagyományos orosz báli ruhában

Tatyjana Olga legidősebb húga volt. Oliska és Tanyuska (ahogy a család hívta őket) nagyon közel álltak egymáshoz; a legjobb barátnők voltak. A két nővér jelleme igen hasonlított: a komoly, megfontolt Olga, a „költő”, és a királynői, öntudatos Tatyjana, a „nevelőnő”. A két nagyhercegnőnek közös szobája volt a Sándor-palotában, gyakran „összeöltöztek”, és hivatalos fotózások alkalmával szinte mindig együtt fényképezkedtek. II. Miklós cár így írt a két nővér kapcsolatáról, nem sokkal Tatyjana születése után: „Olga ugyanúgy beszél oroszul és angolul, és imádja a kishúgát.”
Marija Olga második húga volt. A két lány nem állt közel egymáshoz – a négy év korkülönbség náluk már soknak számított. Olga sokat olvasott, Tatyjanával beszélgetett, és a nyári nyaralások alkalmával apjával úszott, teniszezett. Ezzel szemben Marija (vagy ahogy becézték, Máska) inkább a család állataival foglalkozott és Anasztaszijával játszott.
Anasztaszija Olga legkisebb húga volt. A két nagyhercegnő pont egymás ellentétei voltak. Olga néha rossz szemmel nézte Natasa csínytevéseit és tréfáit, de ennek ellenére nagyon szerette őt.
Alekszej Olga egyetlen fiútestvére volt. Mint mindenki, Olga is nagyon szerette Alijosát, a család „napfényét”. A trónörökös vérzékenysége nagyon megrendítette, ám ettől csak még inkább rajongott az öccséért.

## Olga személyisége

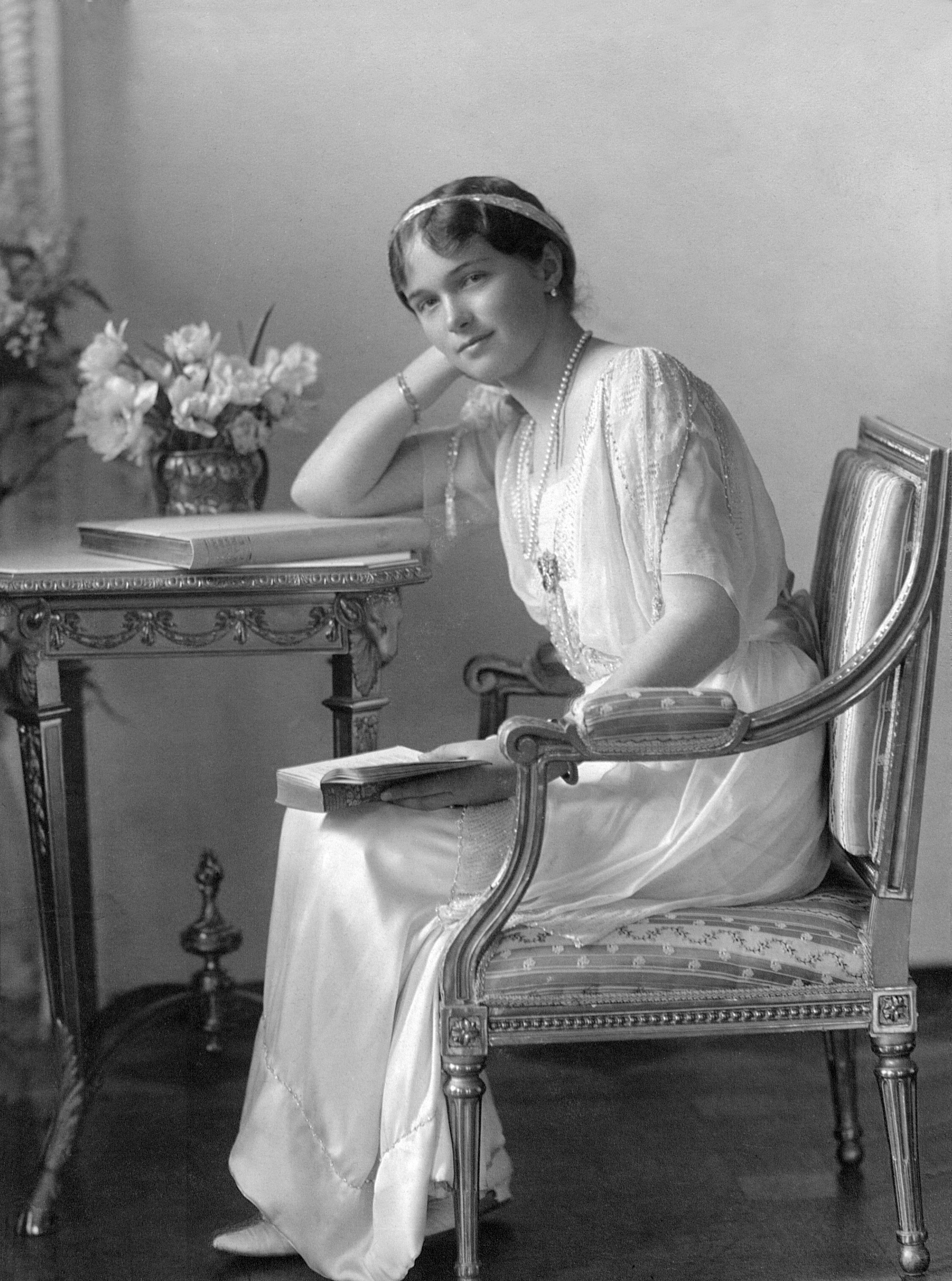
Olga 1914-ben

Olga komoly, gyors felfogású, megfontolt lány volt, akit nagyon érdekelt a politika. Független stílusa és nagy kezdeményezőkészsége volt. Verseket írt, sokat olvasott, valamint szívesen rajzolt, festett. Szülei közül inkább édesapjához állt közelebb, valószínűleg hasonló érdeklődési körük és a tudat miatt, hogy apja a cár, az állam feje.
„A legidősebb, Olga különösen gyors felfogású, értelmes teremtés volt. Jó érvelő ereje, továbbá kezdeményezőkészsége és hihetetlenül független stílusa volt, továbbá híres volt gyors és szórakoztató visszavágásairól, csipkelődéseiről…”
„A kozákok, katonák és a szerecsenek Olga legjobb barátai, és ő mindegyiküket köszönti, amikor végighalad a folyosón” – mondta II. Miklós 1897-ben az édesanyjának. A cár lányai nagy népszerűségnek örvendtek a katonák körében, akiknek parancsba adták, hogy figyeljenek a gyermekekre, és akik áhítatos tisztelettel bántak a nagyhercegnőkkel.
Bár a cári családnak rengeteg állata volt, Olgának azonban volt egy külön cicája, aki a Vaska névre hallgatott. Családjával leginkább a Sándor-palotában élt, elvonulva a nyilvánosságtól. Nyaranta főleg livádiai palotájukban tartózkodtak, vagy a cári jachttal, a Standarttal szelték a vizeket.
Olga legjobb barátnője a húga, Tatyjana mellett édesanyja egyik udvarhölgye, Margarita „Rita” Kritova volt. Vele, és a testvéreivel boldog életet élt – gyakran úgy, mint egy egyszerű polgár, és nem mint egy nagyhercegnő. A boldog családi együttléteket azonban beárnyékolta Alekszej hemofíliája.
1914 környékére Olga eladósorba került. Az embereket folyamatosan foglalkoztatta az a kérdés, hogy vajon ki lesz a nagyhercegnő férje. A lehetséges férjjelöltek között volt Dmitrij Pavlovics nagyherceg, aki nagyon közel állt a cári családhoz; Konsztantyin Konsztantyinovics herceg; és Sándor szerb királyi herceg. 1914 júliusában a cári család Romániába utazott, ahol Olgyát bemutatták Károly román királyi hercegnek, Olgát azonban nem érdekelte a herceg.

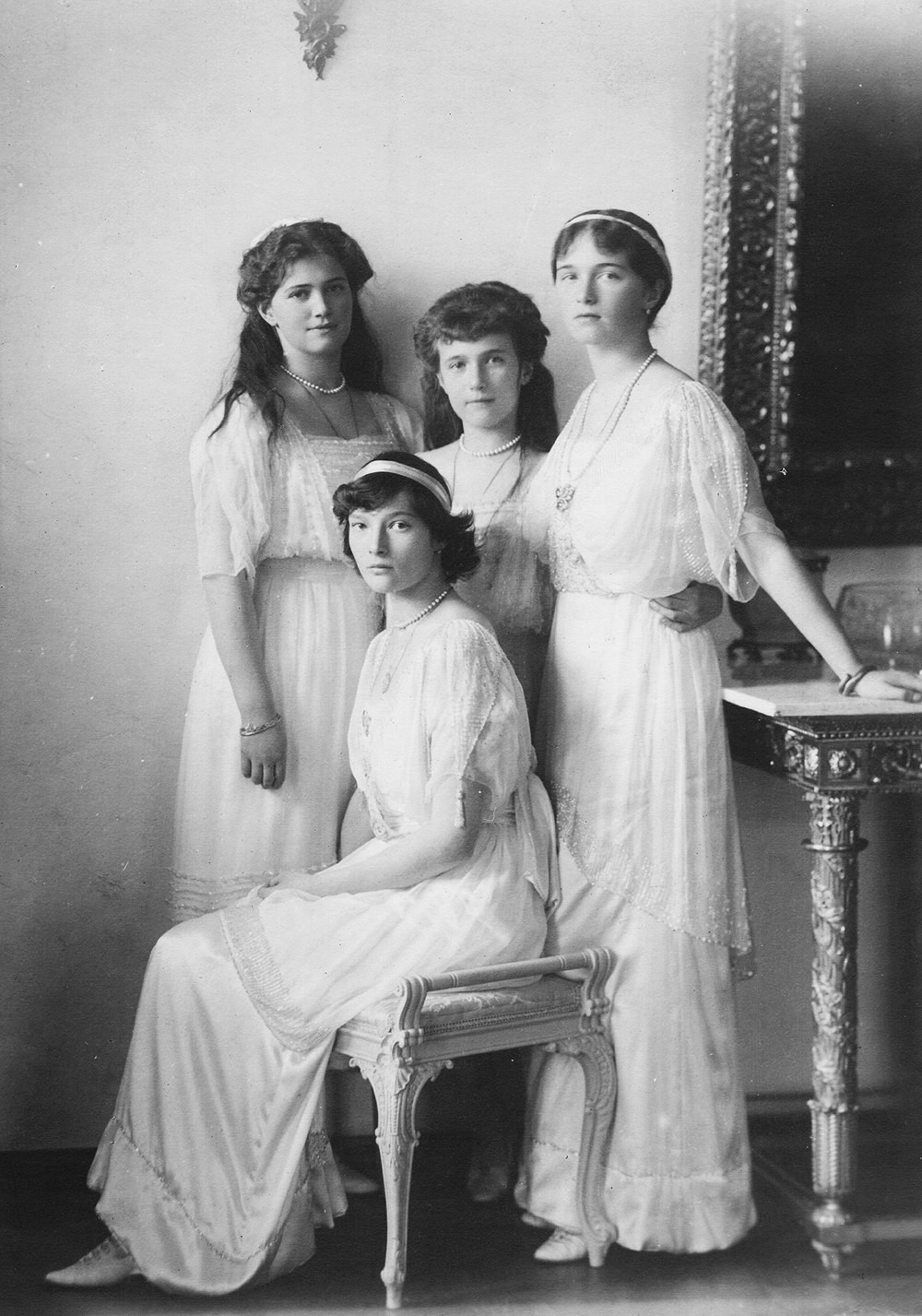
Olga nagyhercegnő a testvéreivel (balról jobbra: Marija, Tatyjana, Anasztaszija, Olga) 1914-ben

A nagyhercegnő másvalakit szeretett. 1913-ban, egy bál alkalmával táncolt a Standart egyik tisztjével, Pavel Voronovval. Olga naplója tanúskodik arról, hogy a nagyhercegnő beleszeretett Voronovba, és a tiszt is viszonozta az érzelmeit. A kapcsolat azonban rangon aluli volt egy cári hercegnő számára, így Voronovot eljegyezték egy udvarhölggyel. Olga sokáig bánkódott Voronov miatt. Az első világháború alatt szóba került Borisz Vlagyimirovics nagyherceg neve is, mint férj, de Alekszandra cárné olyan hevesen tiltakozott a nagyherceg kicsapongó életmódja miatt, hogy az ötletet végül elvetették.

### NAOTMAA
Olga után még három leánygyermeke született a cári párnak: 1897-ben Tatyjana, 1899-ben Marija, és 1901-ben Anasztaszija. A négy lány nevének kezdőbetűjéből az „OTMA” jött ki, és a nagyhercegnők ezentúl gyakran csak így írták alá a neveiket. Olga és Tatyjana alkotta a „Nagy Párt”, Marija és Anasztaszija pedig a „Kis Párt”. A lányok – bár igen különböztek egymástól – szinte mindig egymás társaságát élvezték. A családhoz közel állók egyike írta erről: „Keresve sem lehetne négy jobban különböző nővért találni, és mégis annyira tökéletesen összefogja őket a szeretet, ami nem zárja ki a személyi függetlenséget, hogy még a jelentősen eltérő temperamentumuk ellenére is a legegységesebb családot alkotják…”
Az OTMA szóhoz jött még a szülők és Alekszej cárevics (trónörökös nagyherceg, szó szerint „cárfi”) nevének kezdőbetűi, és így a család egyszerűen csak „NAOTMAA” volt.
Olga hivatalos címe oroszul „Velikaja Knyazsnya” (Великая Княжна), ami magyarul a „nagyhercegnőnek” felel meg. Így Olgát cári/császári fenségnek kellett szólítani, és rangban (elvileg) fölötte állt a „királyi fenségeknek”. Azonban a családja és a barátai „Olga Nyikolajevnának ”hívták, vagy a becenevein szólították (Oliska, Olija).

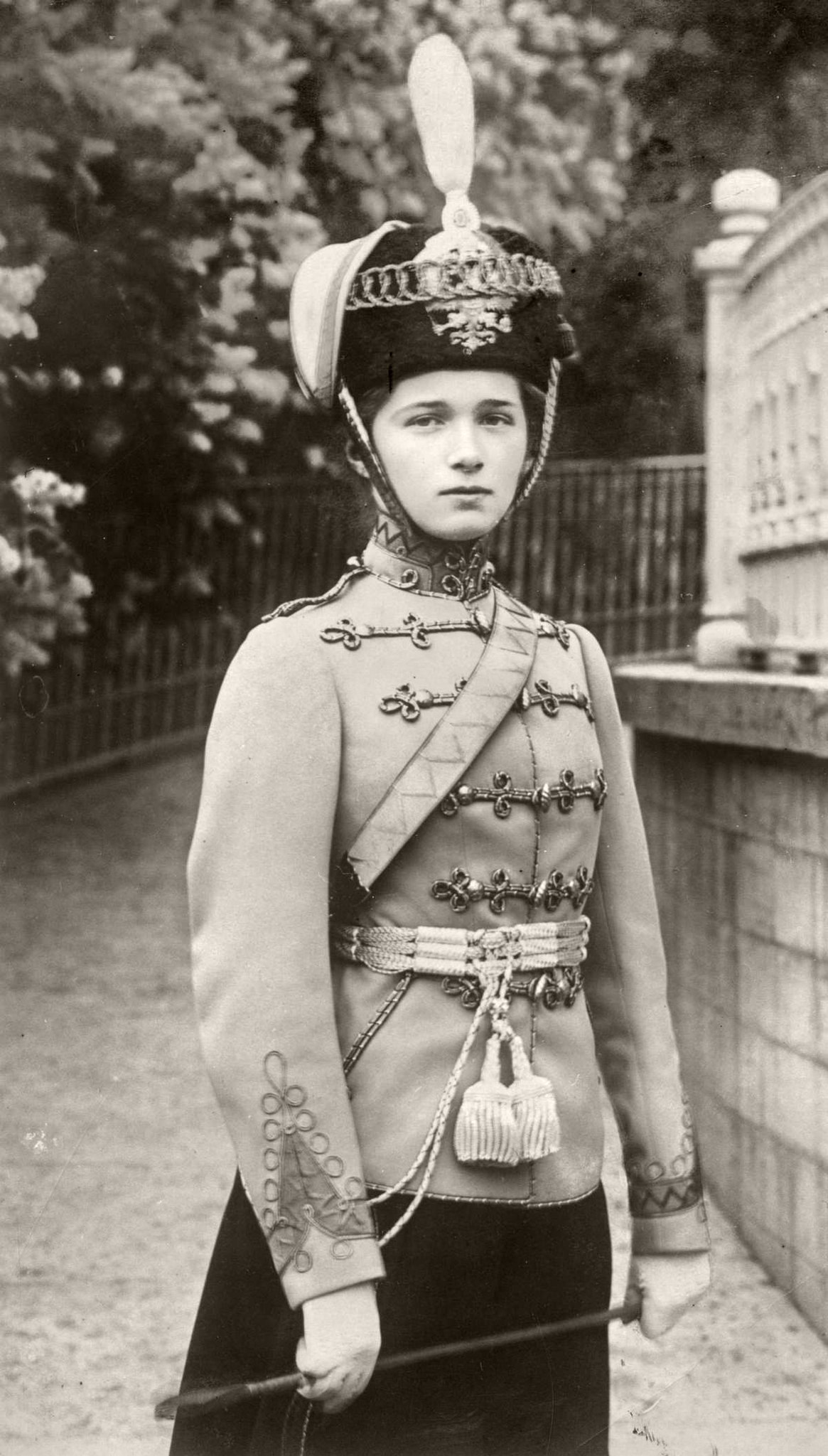
Olga uniformisban

1911-ben, 16. születésnapjára Olga a Jelizavegradszkij huszárezredet kapta „ajándékba”, nagyobbik húga, Tatyjana ugyanekkor a Voznyeszenszkij („Feltámadás”) Ulánus ezred tulajdonosa lett. Olga ezredének egyenruhája világoskék kabátból és vörös nadrágból állt. A nagyhercegnő később rövid, fehér, prémszegélyes köpenyekkel egészítette ki katonái uniformisát.

## Grigorij Raszputyin
Az angol királyi családban gyakran megjelent a hemofília (vérzékenység). Az orosz uralkodócsalád már Alekszandra Fjodorovna cárné előtt is szoros rokoni kapcsolatban állt az angol királyi családdal, de Alix-szal meg pláne. Alekszej nagyhercegen a vérzékenység nem sokkal a születése után megmutatkozott, így a trónutódlás veszélybe került. A cári család megpróbálta titokban tartani a trónörökös betegségét, de – bár nem tudták, hogy milyen betegségről van szó – mindenki sejtette, hogy valami nincs rendben a cáreviccsel.
Grigorij Raszputyin ügyes szélhámos volt, aki egyházi személynek, vándorló szerzetesnek adta ki magát. Azt állította magáról, hogy segíteni tud a cárevics betegségén. A cári család – elsősorban a kétségbeesett cárina – hitt neki, és a bizalmába fogadta. Családtagjaihoz hasonlóan Olga is meg volt győződve arról, hogy Raszputyin igaz barátjuk, aki képes megmenteni Alekszejt. A nép viszont gyűlölte Raszputyint, közönséges szemfényvesztőnek tartották. (Bár gyakran valóban tudta enyhíteni a cárevics fájdalmait.) Az oroszok hite egy idő után megrendült a „cár atyuskában” és a „cárné anyácskában”.
Raszputyint 1916-ban Péterváron orosz arisztokraták meggyilkolták – egyesek szerint azért, mert azt várták, ettől úgy megrendül a cári család, hogy a cár lemond; mások szerint azért, mert az angolok veszélyt láttak Raszputyinban, aki arra akarta rávenni a cárt, hogy kössön békét Németországgal. Raszputyin meggyilkolása viszont – bár kétségtelenül megrendítette a családot – nem bírta lemondásra a cárt.

## Az első világháború

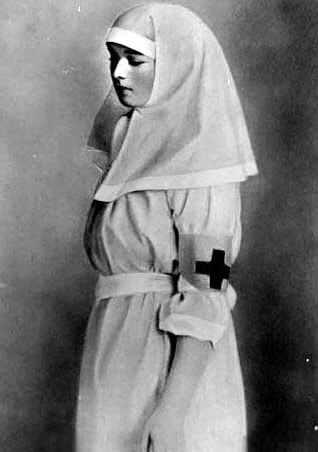
Olga 1917-ben, ápolónőként

Oroszország belépett a világháborúba. A súlyos veszteségek, a szenvedés és nélkülözések nyomán az emberek tiltakoztak a háború ellen, ellenszenvük a német származású cárné ellen egyre fokozódott. Maga Alekszandra cárné a két nagyobb leányával beállt kórházi ápolónőnek, nap mint nap sebesült katonákat ápolt. A nagyhercegnők elvégezték a Vöröskereszt nővérképző tanfolyamát, és a hadikórháznak átalakított Téli Palotában szolgáltak. Olga – bár valószínűleg ellenezte a háborút – lelkesen segédkezett a katonák gyógyításában, csakúgy, mint húga, Tatyjana.
Bár Olga egy ezred tulajdonosa (azaz tiszteletbeli parancsnoka) volt, ő maga nyilvánvalóan nem vonult harcolni a frontra. Egy idő után azonban az emberek annyira ellenségesek lettek a nagyhercegnőkkel szemben, hogy Olga kilépett az ápolónői szolgálatból. Amellett, hogy Olga a Vöröskereszt szolgálatában állt, a háború alatt a testvéreivel gyakran utazott szerte Oroszországba, hogy az árva gyerekeken és a szegényebbeken segítsen.

## Fogság és halál
A február 23-i polgári forradalom után a cári család házi őrizetbe került Carszkoje Szelóban. Később a nép ellenségeskedése miatt továbbszálították őket Tobolszkba, majd innét a fehér (royalista) csapatok közeledése miatt az Urál-hegységben lévő Jekatyerinburgba. Itt egy mérnök birtokán, az Ipatyev-házban szállásolták el őket. Sok olyan legenda keringett, miszerint Mariját szoros kapcsolat fűzte az egyik őrhöz, és így a lányok el tudtak szökni délre. Július 16-án éjjel Jakov Jurovszkij, a foglyokat őrző osztag parancsnoka leparancsolta a családot a pincébe azzal az ürüggyel, hogy fényképet akarnak készíteni róluk. Itt felolvasták nekik a halálos ítéletüket, majd fénykép helyett sortüzet lőttek a családra, orvosukra és arra a néhány cselédre, akik hűségesen velük maradtak a fogságban is. A lövések után a puskapor füstje miatt kinyitották az ablakokat, de a négy lány közül három sikoltozva felült: a fűzőjükbe varrt családi ékszerekről visszapattantak a golyók. Mivel az ablakok nyitva voltak, a katonák nem mertek rájuk lőni, nehogy felverjék a várost, ezért őket puskatussal verték agyon.
 A családot ezután becsomagolták a saját ágyneműjükbe, kocsira tették és kivitték őket a város melletti erdőbe. A holttesteket savval leöntötték, majd elásták, illetve elégették. Július 17-ére virradóra a cári család maradványai már a föld mélyén pihentek, jó mélyre elásva.

## Legenda és szentté avatás
A szovjet diktatúra által elnyomott oroszok hinni kezdtek abban, hogy a Romanovok nem is haltak meg azon az éjszakán, hanem külföldön élnek valahol álnév alatt. Számos olyan ember bukkant fel, akik azt állították magukról, hogy a cári család tagjai. Jekatyerinburgban a '90-es években öt csontvázat találtak, amelyekről feltételezték, hogy a cári család tagjaié. Viszont két test hiányzott, és ez számos találgatásnak adott okot. 2007 augusztusának közepén viszont megtalálták a maradék két test maradványait is, így bizonyítva látszik, hogy azon az éjszakán mindenki meghalt. Az ortodox egyház és számos tudós, valamint az oroszok egy része azonban nem hiszik, hogy a meglelt csontok az utolsó cár családjáé.
1981-ben a külföldi orosz ortodox egyházak szent mártírokká nyilvánították II. Miklóst és Alekszandrát, gyermekeikkel együtt. 1998. július 17-én, nyolcvan évvel a cári család lemészárlása után a nekik tulajdonított csontokat újratemették a szentpétervári Péter–Pál-székesegyházban. 2000-ben pedig az orosz ortodox egyház szentté avatta az utolsó cári családot.
2005-ben a Romanov család nevében a Spanyolországban élő Marija Vlagyimirovna nagyhercegnő kérvényt nyújtott be, hogy rehabilitálják a cárt és családját, a kérvényt azonban 2007-ben elutasították. 2008-ban az ügy új fordulatot vett; az orosz legfelsőbb bíróság II. Miklóst és családját jogtiprás áldozatának ismerte el. és rehabilitálta.

## Külső hivatkozások
- Alexander Palace Discussion Forum (képek, érdekességek; angol nyelvű)